# Wasserstraßen- und Schifffahrtsamt Oberrhein
Das Wasserstraßen- und Schifffahrtsamt Oberrhein (WSA Oberrhein) ist ein Wasserstraßen- und Schifffahrtsamt in Deutschland. Es gehört zum Dienstbereich der Generaldirektion Wasserstraßen und Schifffahrt.
Das Amt ist am 22. Oktober 2019 aus der Zusammenlegung der bisherigen Wasserstraßen- und Schifffahrtsämter Freiburg und Mannheim hervorgegangen und das fünfte im Zuge der Ämterreform gebildete, neue Wasserstraßen- und Schifffahrtsamt.

## Zuständigkeitsbereich
Das Wasserstraßen- und Schifffahrtsamt Oberrhein ist auf 323,5 km Länge zuständig für die Bundeswasserstraße Oberrhein vom Rhein-km 170,000 am Dreiländereck zwischen Deutschland (Weil am Rhein), der Schweiz (Basel) und Frankreich (Huningue) bis zum Rhein-km 493,500 bei Mainz (Weisenauer Brücke der A 60).
Darüber hinaus ist das WSA Oberrhein auch für die von der Berufsschifffahrt genutzten Altrheinarme Lampertheim und Stockstadt-Erfelden sowie für die Mündungsstrecke des Neckars im Stadtgebiet von Mannheim verantwortlich.

## Aufgaben
Zu den Aufgaben des Wasserstraßen- und Schifffahrtsamtes gehören:
- Unterhaltung der Bundeswasserstraßen im Amtsbereich
- Betrieb und Unterhaltung baulicher Anlagen, z. B. Schleusen, Wehre und Brücken (am Neckar befinden sich 27 Staustufen)
- Aus- und Neubau
- Unterhaltung und Betrieb der Schifffahrtszeichen
- Erfassung und Auswertung von Wasserständen, Abflüssen und umweltrelevanten Daten (z. B. Temperatur)
- Übernahme strom- und schifffahrtspolizeilicher Aufgaben.

## Dienstorte, Außenbezirke und Bauhöfe
Das Wasserstraßen- und Schifffahrtsamt Oberrhein hat Dienstorte in Freiburg und Mannheim.
Zudem unterhält das WSA Oberrhein Außenbezirke in Breisach, Kehl, Iffezheim, Karlsruhe, Speyer, Worms, Oppenheim. Einen Bauhof gibt es in Iffezheim.